# Antonio Cañizares Llovera
Antonio Cañizares Llovera (Utiel, 15 ottobre 1945) è un cardinale e arcivescovo cattolico spagnolo.
È stato membro della Pontificia commissione per l'America Latina e della Congregazione per la dottrina della fede, della Congregazione per le cause dei santi, della Congregazione per i vescovi, della Congregazione per l'evangelizzazione dei popoli e del Pontificio comitato per i congressi eucaristici internazionali. È stato uno dei cardinali che ha celebrato la messa tridentina dopo la riforma liturgica.

## Biografia
Nasce a Utiel, in provincia ed arcidiocesi di Valencia, il 15 ottobre 1945.

### Formazione e ministero sacerdotale
Frequenta il seminario diocesano di Valencia, dal 1961 al 1964, e l'università pontificia di Salamanca, dal 1964 al 1968, quando consegue la laurea in teologia.
Il 21 giugno 1970 è ordinato presbitero dall'arcivescovo José María García Lahiguera a Sinarcas.
Nel giugno del 1971, presso l'università pontificia di Salamanca, ottiene il dottorato in teologia.
È nominato coadiutore della parrocchia di santa Maria ad Alcoy, cappellano del collegio universitario San Jorge, delegato alla catechesi del vicariato sud-ovest dell'arcidiocesi, direttore e fondatore delle scuole di educatori della fede e consulente dell'Azione Cattolica femminile di Alcoy, dall'ottobre 1971 al giugno 1972.
Dall'ottobre 1972 è ascritto presso la parrocchia di san Gerardo a Madrid, di cui diventa coadiutore fino al 1992. Collabora, inoltre, con il segretariato nazionale di catechesi e con quello di insegnamento della C.E.E.C., ricopre gli incarichi di segretario della commissione episcopale per la dottrina della fede, fondatore e presidente dell'associazione spagnola di catechesi.

### Ministero episcopale e cardinalato

#### Vescovo di Avila
Il 6 marzo 1992 papa Giovanni Paolo II lo nomina vescovo di Avila; succede a Felipe Fernández García, precedentemente nominato vescovo di San Cristóbal de La Laguna. Il 25 aprile successivo riceve l'ordinazione episcopale, nella cattedrale di Avila, dall'arcivescovo Mario Tagliaferri, co-consacranti i cardinali Ángel Suquía Goicoechea e Marcelo González Martín. Durante la stessa celebrazione prende possesso della diocesi.
Ad Avila inaugura il sinodo diocesano nel 1995, riorganizza l'istituto teologico, potenzia il centro diocesano per la cura dei malati psichici ed organizza una mostra per il XXV anniversario di nomina a Dottore della Chiesa di santa Teresa d'Avila.
Dal 1995 è membro della Congregazione per la dottrina della fede e prende parte alla stesura del Catechismo della Chiesa Cattolica, contribuendo anche alla stesura in lingua spagnola; è inoltre fondatore dell'Università Cattolica «Santa Teresa de Jesús» di Avila.

#### Arcivescovo di Granada
Il 10 dicembre 1996 papa Giovanni Paolo II lo nomina arcivescovo metropolita di Granada; succede a José Méndez Asensio, dimessosi per raggiunti limiti di età. Il 1º febbraio 1997 prende possesso dell'arcidiocesi.
Presso questa arcidiocesi potenzia il seminario, favorisce la costruzione di chiese ed il restauro di opere ed edifici; si interessa spesso delle problematiche dei disabili, dei tossicodipendenti e dei malati di AIDS, per i quali ha fatto realizzare strutture di sostegno.
Tra il febbraio e l'ottobre 1998 è anche amministratore apostolico sede vacante di Cartagena.

#### Arcivescovo di Toledo
Il 24 ottobre 2002 papa Giovanni Paolo II lo nomina arcivescovo metropolita di Toledo e primate di Spagna; succede al cardinale Francisco Álvarez Martínez, dimessosi per raggiunti limiti di età. Il successivo 15 dicembre prende possesso dell'arcidiocesi.
Durante il suo ministero erige nuove parrocchie e dota i seminari di nuove strutture.
Dall'8 marzo 2005 al 4 marzo 2008 ricopre il ruolo di vicepresidente della Conferenza episcopale spagnola.
Nel concistoro del 24 marzo 2006 papa Benedetto XVI crea cardinale presbitero di San Pancrazio; il successivo 21 maggio prende possesso del titolo.
Dal 1º dicembre 2006 è accademico numerario (medaglia 16) della Real Academia de la Historia.

#### Prefetto della Congregazione per il culto divino e la disciplina dei sacramenti
Il 9 dicembre 2008 papa Benedetto XVI lo nomina prefetto della Congregazione per il culto divino e la disciplina dei sacramenti; succede al cardinale Francis Arinze, dimessosi per raggiunti limiti di età.
Rimane amministratore apostolico di Toledo fino all'ingresso del nuovo arcivescovo Braulio Rodríguez Plaza, avvenuto il 21 giugno 2009.
Il 12 e il 13 marzo partecipa come cardinale elettore al conclave del 2013, che porta all'elezione di papa Francesco.

#### Arcivescovo di Valencia
Il 28 agosto 2014 papa Francesco lo nomina arcivescovo metropolita di Valencia; succede a Carlos Osoro Sierra, nominato arcivescovo metropolita di Madrid. Il 4 ottobre successivo prende possesso dell'arcidiocesi.
Il 14 marzo 2017 viene nuovamente eletto vicepresidente della Conferenza episcopale spagnola.
Il 15 gennaio 2022 viene ricevuto, in visita ad limina, da papa Francesco, insieme ad altri vescovi spagnoli.
Il 10 ottobre 2022 lo stesso papa accoglie la sua rinuncia, presentata per raggiunti limiti di età, al governo pastorale dell'arcidiocesi di Valencia; gli succede Enrique Benavent Vidal, fino ad allora vescovo di Tortosa. Rimane amministratore apostolico dell'arcidiocesi fino all'ingresso del successore, che avviene il 10 dicembre successivo.
Per motivi di salute non ha partecipato al conclave del 2025 che ha eletto papa Leone XIV.

## Posizioni teologiche, morali, sociali e su temi politici

### Posizioni sul matrimonio tra persone dello stesso sesso
Nel 2004, in seguito alle polemiche nate dopo l'accelerazione che parlamento e governo spagnoli hanno impresso al procedimento di approvazione del matrimonio tra persone dello stesso sesso, il cardinale Llovera è intervenuto con forza nel dibattito che ha coinvolto la società civile spagnola, affermando tra l'altro: 
Al Corriere della Sera dichiara il 10 marzo 2008:

## Genealogia episcopale e successione apostolica
La genealogia episcopale è:
- Cardinale Scipione Rebiba
- Cardinale Giulio Antonio Santori
- Cardinale Girolamo Bernerio, O.P.
- Arcivescovo Galeazzo Sanvitale
- Cardinale Ludovico Ludovisi
- Cardinale Luigi Caetani
- Cardinale Ulderico Carpegna
- Cardinale Paluzzo Paluzzi Altieri degli Albertoni
- Papa Benedetto XIII
- Papa Benedetto XIV
- Papa Clemente XIII
- Cardinale Giovanni Francesco Albani
- Cardinale Carlo Rezzonico
- Cardinale Antonio Dugnani
- Arcivescovo Jean-Charles de Coucy
- Cardinale Gustave-Maximilien-Juste de Croÿ-Solre
- Vescovo Charles-Auguste-Marie-Joseph Forbin-Janson
- Cardinale François-Auguste-Ferdinand Donnet
- Vescovo Charles-Emile Freppel
- Cardinale Louis-Henri-Joseph Luçon
- Cardinale Charles-Henri-Joseph Binet
- Cardinale Maurice Feltin
- Cardinale Jean-Marie Villot
- Arcivescovo Mario Tagliaferri
- Cardinale Antonio Cañizares Llovera

La successione apostolica è:
- Vescovo Ángel Rubio Castro (2004)
- Vescovo José María Yanguas Sanz (2006)
- Vescovo Rafael Alfonso Escudero López-Brea (2006)
- Vescovo Arturo Pablo Ros Murgadas (2016)
- Vescovo Francisco Simón Conesa Ferrer (2017)

## Pubblicazioni
- Santo Tomás de Villanueva, testigo de la predicación española del siglo XVI (tesi dottorale), Madrid, 1973;
- Evangelización, catequesis, catequistas, Madrid-Roma, 1997;
- Los diez mandamientos, Barcellona, 1997.